# Rosalie Abella
Rosalie Abella   (Stuttgart, 1 de juliol de 1946) és una jurista canadenca. Va ser nomenada el 2004 a la Cort Suprema del Canadà i es va convertir en la primera dona jueva a formar part de la Cort Suprema del Canadà.

## Primers anys
Rosalie Silberman Abella va néixer en un camp de desplaçats a Stuttgart (Alemanya), on el seu pare, un advocat, era defensor de les persones desplaçades a la zona aliada del sud-oest d'Alemanya. Es va mudar al Canadà amb la seva família el 1950. Va assistir a la Universitat de Toronto, on va obtenir un Bachelor of Arts el 1967 i una llicenciatura en Dret el 1970.

## Carrera
Abella practica lleis civils de família fins a 1976, quan a l'edat de 29 anys, va ser nomenada per al Tribunal de Família d'Ontario (ara parteix de la Cort de Justícia d'Ontario), i va ser la jutgessa més jove i la primera embarassada en la història del Canadà a obtenir aquest càrrec. Va ser nomenada membre del Tribunal d'Apel·lacions d'Ontario el 1992. Ha actuat com a president del Consell de Relacions Laborals d'Ontario, l'Estudi d'Accés als Serveis Jurídics de les Persones amb Discapacitat d'Ontario i la Llei de la Comissió de Reforma d'Ontario, i com a membre de la Comissió de Drets Humans d'Ontario i de la recerca judicial sobre el cas de Donald Marshall. És considerada com una de les principals expertes del Canadà sobre els drets humans, i ha ensenyat a l'Escola de Lleis McGill a Mont-real.